# Poecilium sinense
Poecilium sinense är en skalbaggsart som först beskrevs av Maurice Pic 1900.  Poecilium sinense ingår i släktet Poecilium och familjen långhorningar. Inga underarter finns listade i Catalogue of Life.